# Петров Вал (локомотивное депо)
Локомотивное депо Петров Вал — предприятие железнодорожного транспорта в городе Петров Вал Камышинского района Волгоградской области, принадлежит к Волгоградскому региону Приволжской железной дороги. Депо занимается ремонтом и эксплуатацией тягового подвижного состава.

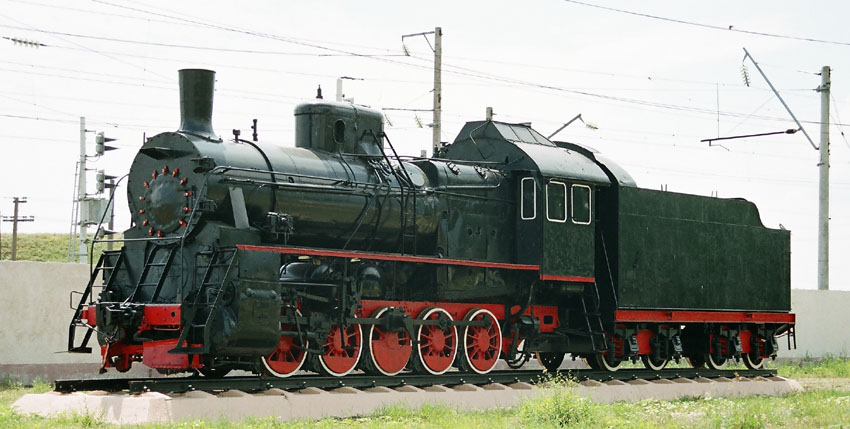
Паровоз в депо Петров Вал

## История депо
8 мая 1942 года со станции Камышин Рязано-Уральской железной дороги на строившуюся станцию Петров Вал привёл первый состав со строительными материалами машинист Яков Иванович Журавлев. На тот момент названия у станции ещё не было. 28 июня 1942 года станция получила название Петров Вал.
Решение о строительстве на станции Петров Вал Сталинградской железной дороги паровозного депо было принято Советом министров СССР в 1947 году. Депо осуществляло мелкий и текущий ремонт паровозов. Самым первым кирпичным домом, построенным после войны в посёлке, стало здание управления депо, сохранившееся до настоящего времени.
В годы Советской власти депо активно развивалось. На смену паровозам в 1960-е годы в депо поступали маневровые и магистральные тепловозы. Во второй половине 1980-х на смену устаревающим тепловозам ТЭ3 пришли тепловозы 2ТЭ10. Ввиду необходимости Приволжской дороги в наращивании ремонтных мощностей в конце 1980-х было принято решение создать в ТЧ Петров Вал базу по ремонту тепловозов в объёме ТР-3.
В 1988 году подсобное хозяйство депо реализовало по 48 кг мяса на каждого работника депо.

## Тяговые плечи
Тяговые плечи локомотивов:
- П. Вал — Саратов-2 — Ртищево-1
- П. Вал — Саратов-2 — Сенная — Сызрань I
- П. Вал — М. Горького — Котельниково — Сальск — Тихорецкая-(Горячий Ключ/Крымская-Новороссийск)/ Кавказская-Мин. Воды
- П. Вал — Камышин
- П. Вал — Балашов — Тамбов-1

Тяговые плечи локомотивных бригад:
- П. Вал — Саратов-2
- П. Вал — М. Горького
- П. Вал — Камышин-1
- П. Вал — Балашов

Тепловозы ЧМЭ3 приписанные к депо обслуживают станции на линиях:
- Зензеватка — Карамыш
- Камышин — Ильмень.

## Подвижной состав
В настоящее время (на 2011 год) в приписном парке депо Петров Вал имеются электровозы ВЛ80С, ВЛ80Т, тепловозы ЧМЭ3.
Ранее в депо были приписаны также тепловозы ТЭ3, 2ТЭ10Л, 2ТЭ10В, 2ТЭ10М, 2ТЭ10У, паровозы СО, Л.